# My Hero Died Today
My Hero Died Today war eine deutsche Hardcore-Punk-Band aus München.

## Geschichte
Die Band setzte sich zusammen aus fünf Freunden, die am 1. Dezember 1997 mit Kill Holiday ihr erstes Konzert als My Hero Died Today gespielt haben. Im Folgejahr erschien das Debütalbum Definition: Kill, Kill, Kill bei Join the Team Player Records.
2000 löste sich die Band aufgrund persönlicher Differenzen während eine Tour, die kurz vor einer US-Tour stattfand, auf. Ende 2005 fanden die Musiker anlässlich der Veröffentlichung der Kompilation From Our Cold Dead Hands noch einmal für zwei Konzerte in Bochum und München zusammen.
Sänger Marco Walzel hat sich nach dem Ende der Band um die Künstleragentur Avocado Booking, sein Label Join the Team Player Records und die Band Paint the Town Red gekümmert. Robert Ehrenbrand ist zuerst mit Boysetsfire als Roadie unterwegs gewesen und ist dann als Bassist eingestiegen. Schlagzeuger Joi Schreiber war bei der kurzlebigen Band Jettison aktiv.

## Stil
Als Referenz bezüglich des Stils zog das englischsprachige E-Zine Punktastic die Band Boysetsfire heran. Zum 2000er-Tonträger The City will Pay for This schrieb Shreddermag, dass es sich um eine „Kombination aus Hardcore gepaart mit Noise-, Metal- und Rockelementen“ handele.

## Diskografie
- 1998: Definition: Kill, Kill, Kill (Join the Team Player Records)
- 1999: Light My Fire and Burn Down Baby (Split-EP mit Man vs. Humanity, Scorched Earth Policy)
- 2000: The City Will Pay for This (Schematics Records)
- 2005: From Our Cold Dead Hands (Kompilation, Dancing in the Dark Records)